# Amici & vicini
Amici & vicini (Your Friends & Neighbors) è un film del 1998 diretto da Neil LaBute.

## Trama
Ambientato in una città americana senza nome, due coppie urbane della classe media affrontano le loro relazioni infelici mentendo e tradendo spudoratamente nella loro ricerca della felicità. Jerry è un istruttore di teatro sposato con Terri, una scrittrice alienata e fisicamente insoddisfatta della loro relazione. Jerry e Terri cenano con Mary, una scrittrice amica di Terri, e il marito di Mary, Barry, un dirigente d'azienda ignaro dell'infelicità di sua moglie. Durante la cena, Mary parla di aver scritto per una rubrica di un giornale locale sulle coppie che litigano e sui loro problemi, mentre Barry non pensa che i problemi delle altre coppie siano la preoccupazione di qualcun altro. Dopo cena, Jerry chiede discretamente a Mary un appuntamento. Mary, per la frustrazione, accetta.
Il giorno successivo, Terri, visitando una galleria d'arte locale, incontra e inizia una storia d'amore segreta con Cheri, una gallerista lesbica. Terri si sente sessualmente soddisfatta di Cheri e gode della tranquillità rispetto alla performance di Jerry.
Nel frattempo, Cary, un medico amico di Barry, è un predatore sessuale subdolo e narcisista che raccoglie e seduce giovani donne ingenue ed emotivamente vulnerabili e le scarica rapidamente per il suo sadico piacere di vederle piangere. Consapevole della distanza tra Barry e Mary, Cary cerca di convincere Barry a lasciare sua moglie per lo stile di vita oscillante e non monogamo che Cary si è costruito. Barry pensa di poter salvare il suo matrimonio.
Durante l'appuntamento di Jerry e Mary in un hotel locale, Jerry non riesce a eccitarsi durante i preliminari. Di conseguenza, sfoga le sue frustrazioni su Mary, credendo che lei lo abbia reso impotente. Arrabbiata e offesa dallo sfogo misogino di Jerry, Mary interrompe bruscamente la loro "relazione". Pochi giorni dopo, si sente più infelice quando Barry la porta inconsapevolmente nella stessa stanza d'albergo per riaccendere la loro storia d'amore. Mary si rende conto che Jerry aveva detto a Barry di essere nella stanza. Barry non riesce a capire l'atteggiamento infelice di Mary e pensa che potrebbe essere in qualche modo responsabile.
Jerry, Barry e Cary si riuniscono per allenarsi nella palestra locale e, nel bagno turco, Barry cerca di convincerli a rivelare le loro migliori esperienze sessuali. Barry dice loro che si sente soddisfatto solo di se stesso. Cary poi racconta una storia inquietante sulla sua migliore esperienza sessuale: partecipare a uno stupro di gruppo in cui lui e un gruppo di amici hanno sodomizzato con la forza un compagno di classe del liceo maschio sul pavimento nello spogliatoio del suo collegio quando era un adolescente. Barry e Jerry sono sbalorditi ma affascinati dalla storia sordida e malvagia di Cary. Quando Barry cerca di convincere Jerry a rivelare la sua migliore esperienza sessuale, Jerry rifiuta. Dopo essere stato pungolato negli spogliatoi, Jerry risponde con rabbia che la sua migliore esperienza sessuale è stata con la moglie di Barry. Poi se ne va, con Barry troppo sbalordito per rispondere. Cary, anche lui colto alla sprovvista, dice: "Altroché la mia storia".
Dopo essere tornato a casa dalla palestra, Barry affronta Mary a cena sulla sua relazione con Jerry, proprio mentre Terri scopre accidentalmente dell'indiscrezione di Jerry dopo aver trovato il numero di telefono di Mary in uno dei playbook di Jerry. Mary e Jerry non si scusano per la loro infedeltà ed esprimono insoddisfazione per i loro coniugi. Terri rivela accidentalmente la sua storia d'amore lesbica con Cheri ma non si sente in colpa per la sua infedeltà. Jerry in seguito affronta Cheri alla galleria d'arte per la relazione di sua moglie con lei. Tuttavia, Cheri non mostra nemmeno rimorso o rimpianto per la sua relazione con Terri o per aver interferito con il travagliato matrimonio di Jerry e Terri. Cheri dice a Jerry che Terri può fare molto meglio che stare con lui.
Quando il film volge al termine, entrambe le coppie sposate si separano. Terri va a vivere con Cheri, anche se trova rapidamente irritante il suo bisogno emotivo. Jerry continua il suo stile di vita da donnaiolo con le sue studentesse di teatro. Barry diventa infelice da solo perché non riesce più a darsi un'erezione durante la masturbazione. Mary si è trasferita da Cary, che la tratta con freddezza come tutte le altre donne della sua vita anche se è incinta di suo figlio. Il film si chiude con Mary e Cary a letto, mentre Mary si rende conto di essere ancora più infelice nella sua nuova relazione con il dispettoso e spietato Cary di quanto non lo fosse stata con il marito all'oscuro, Barry.